# Isabel Lestapier Isoz
Ingrid Isabel Lestapier Isoz, född Winqvist 8 maj 1987 i Helsingborgs Maria församling, är en svensk fotomodell som utsågs till Fröken Sverige 2007 men senare blev av med titeln. 
Dagen efter kröningen framkom att Winqvist hade varit med i herrtidningen FHM, vilket ledde till att hon fick avsäga sig titeln som istället gick till tredjeplatstagaren Lina Hahne.